# دوناوفورت
دوناوورث (بالألمانية: Donauwörth) هي بلدة ألمانية تقع في ألمانيا في Donau-Ries.[بحاجة لمصدر]

## أعلام
- مانفريد جي. شميت
- سيباستيان فرنك
- مارغاريتا إبنر
- فرانز هارتمان
- جورج شميد